# قاره قوم
قاره قوم هي بلدة في مقاطعة مبارك في ولاية قشقداريا في أوزبكستان.